# E.J. Haslinghuis
Edward Johannes Haslinghuis (Rotterdam, 26 juli 1881 - Den Haag, 16 mei 1972) was een neerlandicus en architectuurhistorisch publicist.
Hij promoveerde te Leiden in 1912 cum laude in de Nederlandse letterkunde met zijn proefschrift De Duivel in het drama der Middeleeuwen. Haslinghuis zou diverse functies gaan bekleden. Van 1918 tot 1933 was hij onderdirecteur van het Rijksbureau voor de Monumentenzorg. Ook was hij onder meer secretaris bij de Rijkscommissie voor de Monumentenzorg. Van 1923 tot 1933 was hij redacteur van het Gildeboek, het tijdschrift voor kerkelijke kunst en oudheidkunde, orgaan van het Sint Bernulphusgilde.
Wellicht zijn bekendste werk is Bouwkundige termen : woordenboek der Westerse architectuurgeschiedenis, dat in 1953 verscheen. In 2005 kende dat boek een 5e, bijgewerkte, druk; de ondertitel werd: Verklarend woordenboek van de westerse architectuur- en bouwhistorie. (ISBN 9059970330)